# Nokia 6210
Nokia 6210 este un telefon mobil produs de Nokia care este disponibil din 2000. Funcționează în rețelele GSM 900/1800.
Are ceas cu alarmă, client web, calculator, listă de rezolvat, calendar, reportofon și un cronometru. Are 3 jocuri preinstalate: Snake II, Opposite și Pairs II.
Transferul de date se realizează prin portul Infraroșu sau prin cablu de date serial.
Nokia 6210 este primul produs GSM din lume care a primit certificarea GSM Certification Forum (GCF).
Bateria standard are un timp de convorbire de până la 4.5 ore și un timp de standby de până la 260 ore.